# Чемпіонат світу з хокею із шайбою 2009 (дивізіон III)
Чемпіонат світу з хокею із шайбою 2009 (дивізіон III) — чемпіонат світу з хокею із шайбою, який проходив з 10 квітня по 16 квітня 2009 року у місті Данідін (Нова Зеландія).
Збірна Монголії відмовилась на початку турніру від участі, тому в усіх матчах монгольській збірній зараховано поразки 0:5.

## Арена
Усі матчі чемпіонату проходили у Льодовому палаці міста Данідін.
| Льодовий палац Місткість: 1 850 |
| ------------------------------- |
|                                 |
| Нова Зеландія — Данідін         |

## Збірні
| Збірні        | Результати 2008 року                         |
| ------------- | -------------------------------------------- |
| Ірландія      | 6-е місце в групі A II Дивізіону.            |
| Нова Зеландія | Господарі, 6-е місце в групі В II Дивізіону. |
| Люксембург    | 3-є місце у III Дивізіоні.                   |
| Туреччина     | 4-е місце у III Дивізіоні.                   |
| Греція        | 5-е місце у III Дивізіоні.                   |
| Монголія      | 6-е місце у III Дивізіоні.                   |

## Підсумкова таблиця та результати
| Збірна        | М | В | ВО | ПО | П | Ш     | О  | Нова Зеландія | Туреччина | Люксембург | Греція | Ірландія | Монголія |
| ------------- | - | - | -- | -- | - | ----- | -- | ------------- | --------- | ---------- | ------ | -------- | -------- |
| Нова Зеландія | 5 | 4 | 1  | 0  | 0 | 32-7  | 14 |               | 8-2       | 6-2        | 4-3 ОТ | 9-0      | 5-0      |
| Туреччина     | 5 | 4 | 0  | 0  | 1 | 28-14 | 12 | 2-8           |           | 7-4        | 7-1    | 7-1      | 5-0      |
| Люксембург    | 5 | 3 | 0  | 0  | 2 | 26-18 | 9  | 2-6           | 4-7       |            | 7-2    | 8-3      | 5-0      |
| Греція        | 5 | 2 | 0  | 1  | 2 | 18-21 | 7  | 3-4 ОТ        | 1-7       | 2-7        |        | 7-3      | 5-0      |
| Ірландія      | 5 | 1 | 0  | 0  | 4 | 12-31 | 3  | 0-9           | 1-7       | 3-8        | 3-7    |          | 5-0      |
| Монголія      | 5 | 0 | 0  | 0  | 5 | 0-25  | 0  | 0-5           | 0-5       | 0-5        | 0-5    | 0-5      |          |

## Найкращі бомбардири
| Гравець           | Матчі | Голи | Паси | Очки | ШХ | +/− |
| ----------------- | ----- | ---- | ---- | ---- | -- | --- |
| Робер Беран       | 4     | 4    | 8    | 12   | 20 | 0   |
| Бретт Спірс       | 4     | 5    | 5    | 10   | 0  | +5  |
| Бенні Вельтер     | 4     | 6    | 3    | 9    | 2  | 0   |
| Бреден Лі         | 4     | 3    | 5    | 8    | 10 | +5  |
| Емрах Озмен       | 4     | 5    | 2    | 7    | 18 | +6  |
| Шеркан Япічілар   | 4     | 5    | 2    | 7    | 20 | +3  |
| Явуз Каракоч      | 4     | 3    | 4    | 7    | 12 | +5  |
| Алпер Солак       | 4     | 2    | 5    | 7    | 2  | +4  |
| Кріс Іден         | 4     | 4    | 2    | 6    | 4  | +5  |
| Дімітріс Калівас  | 4     | 3    | 3    | 6    | 20 | −5  |
| Гьоктюрк Ташдемір | 4     | 2    | 4    | 6    | 16 | +10 |

Джерело: IIHF.com [Архівовано 3 березня 2016 у Wayback Machine.]

## Найкращі воротарі
Список п'яти найращих воротарів, сортованих за відсотком відбитих кидків. У список включені лише ті гравці, які провели щонайменш 40% хвилин.
| Гравець          | ЧНЛ    | ГП  | СП | СПГ  | %ВК   | ША |
| ---------------- | ------ | --- | -- | ---- | ----- | -- |
| Рік Перрі        | 120:00 | 45  | 2  | 1.00 | 95.56 | 1  |
| Ерай Аталі       | 209:11 | 98  | 10 | 2.87 | 89.80 | 0  |
| Нталімпор Плуціс | 221:07 | 175 | 19 | 5.16 | 89.14 | 0  |
| Мішель Вельтер   | 180:00 | 116 | 13 | 4.33 | 88.79 | 0  |
| Зак Нотлінг      | 121:07 | 33  | 5  | 2.48 | 84.85 | 1  |

ЧНЛ = часу на льоду (хвилини:секунди); КП = кидки; ГП = голів пропушено; СП = Середня кількість пропущених шайб; СПГ = Голи, пропущені в середньому за 60 хвилин; %ВК = відбитих кидків (у %); ША = шатаути
Джерело: IIHF.com [Архівовано 3 березня 2016 у Wayback Machine.]

## Нагороди
Найкращі гравці, обрані дирекцією ІІХФ.
- Найкращий воротар:  Нталімпор Плуціс
- Найкращий захисник:  Гьоктюрк Ташдемір
- Найкращий нападник:  Бретт Спірс

Найкращі гравці кожної з команд, обрані тренерами.
- Марк Моррісон
- Бенні Вельтер
- Адам Соффер
- Гьоктюрк Ташдемір
- Нталімпор Плуціс